# Puigdollers
Puigdollers és una masia de Malla (Osona) inclosa a l'Inventari del Patrimoni Arquitectònic de Catalunya.

## Descripció
Edifici de planta quadrada amb coberta a doble vessant, compost de planta baixa (entrada, cuina i corts), pis (sala i habitacions) i segon pis a sota la teulada (antic graner).

## Història
Originàriament es tractava d'una estructura d'un sol cos sense cap annexa. És un clar exemple de l'evolució constructiva de les masies del municipi. Tot i que es conserva l'estructura primitiva s'han construït cossos o estructures cúbiques, cobertes amb teula i a una sola vessant i recolzades al cos central o les unes amb les altres. Generalment, l'habitatge queda la part central i les dependències són usades per guardar eines, maquinària o per contenir el bestiar.